# Phostria hampsonialis
Phostria hampsonialis là một loài bướm đêm trong họ Crambidae.